# Alfa jedinec

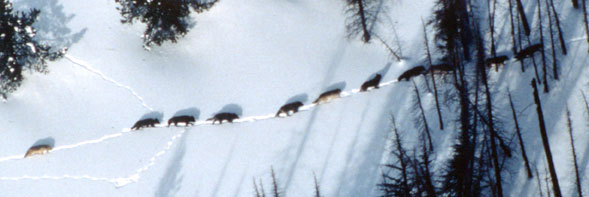
smečka vlků (Yellowstone)

Alfa jedinec (často v sousloví alfa samec nebo alfa samice) je jedinec ve skupině sociálně žijících živočichů, kterého ostatní jedinci poslouchají (následují). Když tuto roli vykonává pár (samice a samec), mluvíme o alfa páru. Někdy si tito jedinci nárokují právo na oplodňování a jejich genom je pak v populaci mláďat velmi častý.
Navzdory populárnímu mýtu, takovéto hierarchické chování není běžné u volně žijících vlků.